# Kalvø
Kalvø (dt. Kalö) ist eine dänische Insel in der Genner Bucht an der Ostküste Jütlands am Kleinen Belt.
Die 18 Hektar große Insel hat 8 Einwohner (1. Januar 2023). Von der Nordwestspitze aus, an der sich auch ein Yachthafen befindet, ist die Insel durch einen Damm mit dem Festland verbunden.
Die Insel gehört zur Kirchspielsgemeinde (dän.: Sogn) Øster Løgum Sogn, die bis 1970 zur Harde Sønder Rangstrup Herred im damaligen Aabenraa Amt gehörte, danach zur Rødekro Kommune im damaligen Sønderjyllands Amt, die mit der Kommunalreform zum 1. Januar 2007 in der Aabenraa Kommune in der Region Syddanmark aufgegangen ist.

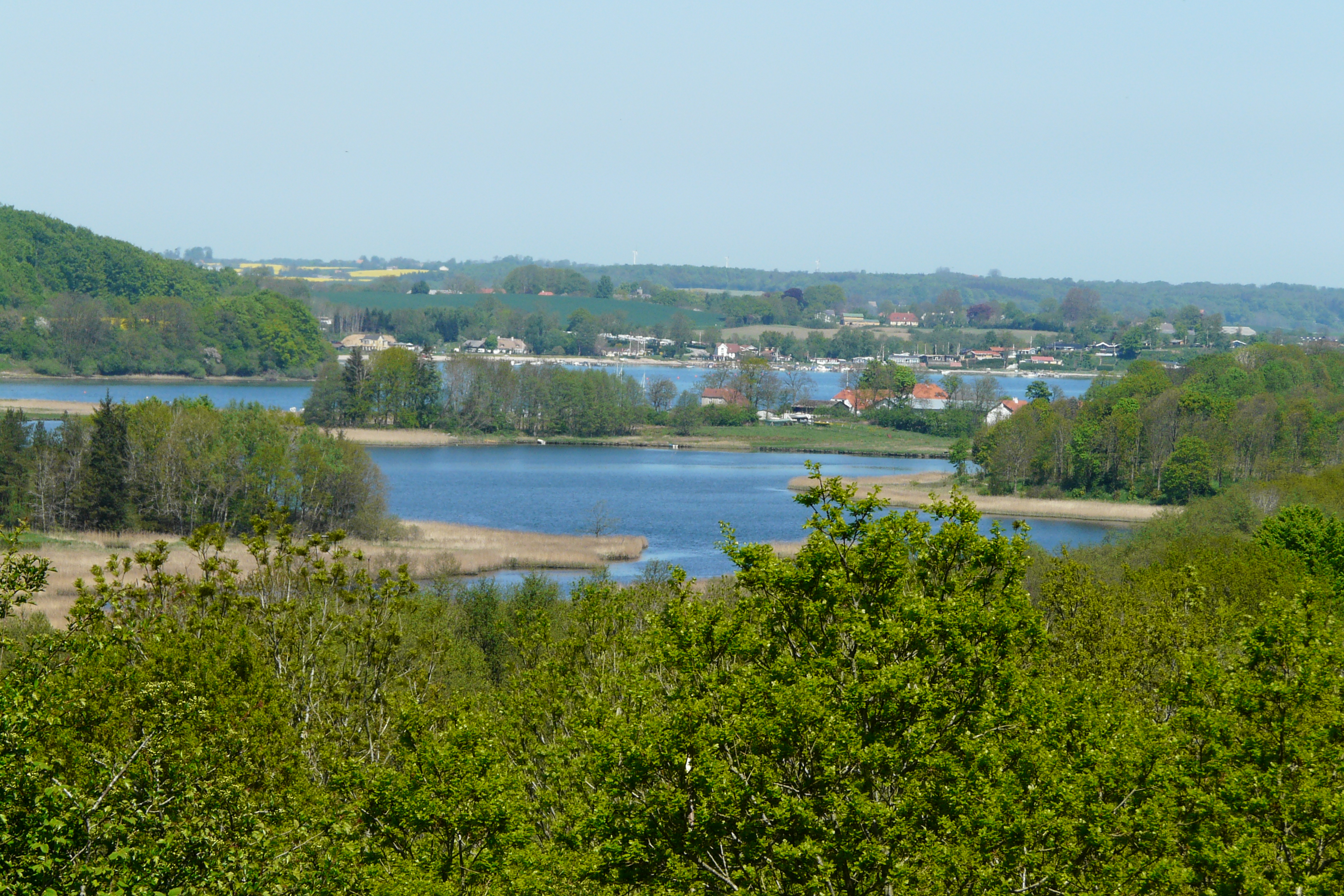
Blick auf Kalvø